# Неменчинский район
Неменчинский район (лит. Nemenčinės rajonas) — административно-территориальная единица в составе Литовской ССР, существовавшая в 1950—1962 годах. Центр — город Неменчине.
Неменчинский район был образован в составе Вильнюсской области Литовской ССР 20 июня 1950 года. В его состав вошли 21 сельсовет Вильнюсского уезда и 15 сельсоветов Ширвинтосского уезда.
28 мая 1953 года в связи с ликвидацией Вильнюсской области Неменчинский район перешёл в прямое подчинение Литовской ССР.
В 1955 году центр района Неменчине получил статус города.
7 декабря 1959 года к Неменчинскому району были присоединены 10 сельсоветов упразднённого Пабрадского района.
8 декабря 1962 года Неменчинский район был упразднён, а его территория разделена между Вильнюсским, Молетским и Швенчёнским районами.